# Maison Turque
 (juin 2025).
La Maison Turque (en croate : Turska kuća ; italien : Casa Turca), également connue sous le nom de Maison Bartolich-Galletich-Nicolaides, est un bâtiment historique de Rijeka en Croatie.

## Histoire
Le palais a été érigé en 1879 pour Antonia Bartolich Galletich, une noble locale qui, devenue veuve, s'est remariée avec un homme d'origine gréco-arménienne nommé Nikolai Nikolaki Effendi de Nicolaides, qui avait vingt-deux ans à l'époque. Ce dernier, qui avait servi pendant plusieurs années comme représentant diplomatique et commercial turc en Espagne, avait été nommé consul de Turquie à Fiume en 1898'.
Quelques années plus tard, en 1906, le palais fut remodelé à la demande du couple : un niveau supplémentaire fut ajouté et les façades furent refaites à la mode orientale selon les plans de l'architecte Carlo Conighi.

## Description
Le bâtiment se distingue par son style éclectique d'inspiration orientale qui combine des éléments de l'Art nouveau, de l'historicisme et de l'art mauresque utilisés sur la façade. Il présente des fenêtres cintrées de formes diverses et des décorations variées, notamment des motifs géométriques et floraux et 96 ornements calligraphiques uniques constitués de l'inscription, réalisée dans quatre variétés différentes de l'alphabet arabe de versets tirés du Coran. On y trouve cependant également des représentations de figures humaines, une caractéristique étrangère à l'art islamique.

## Galerie

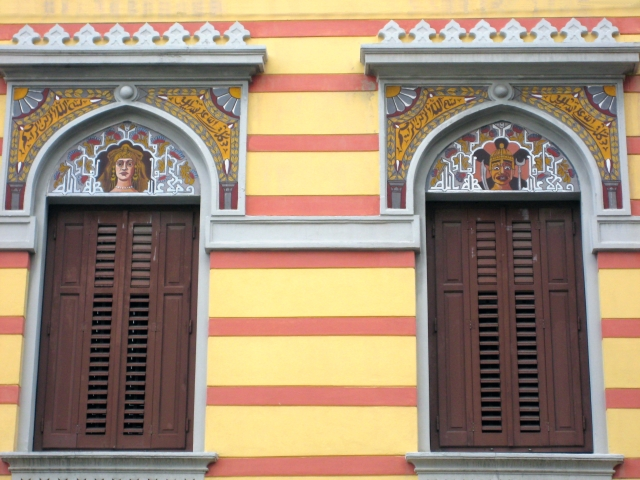
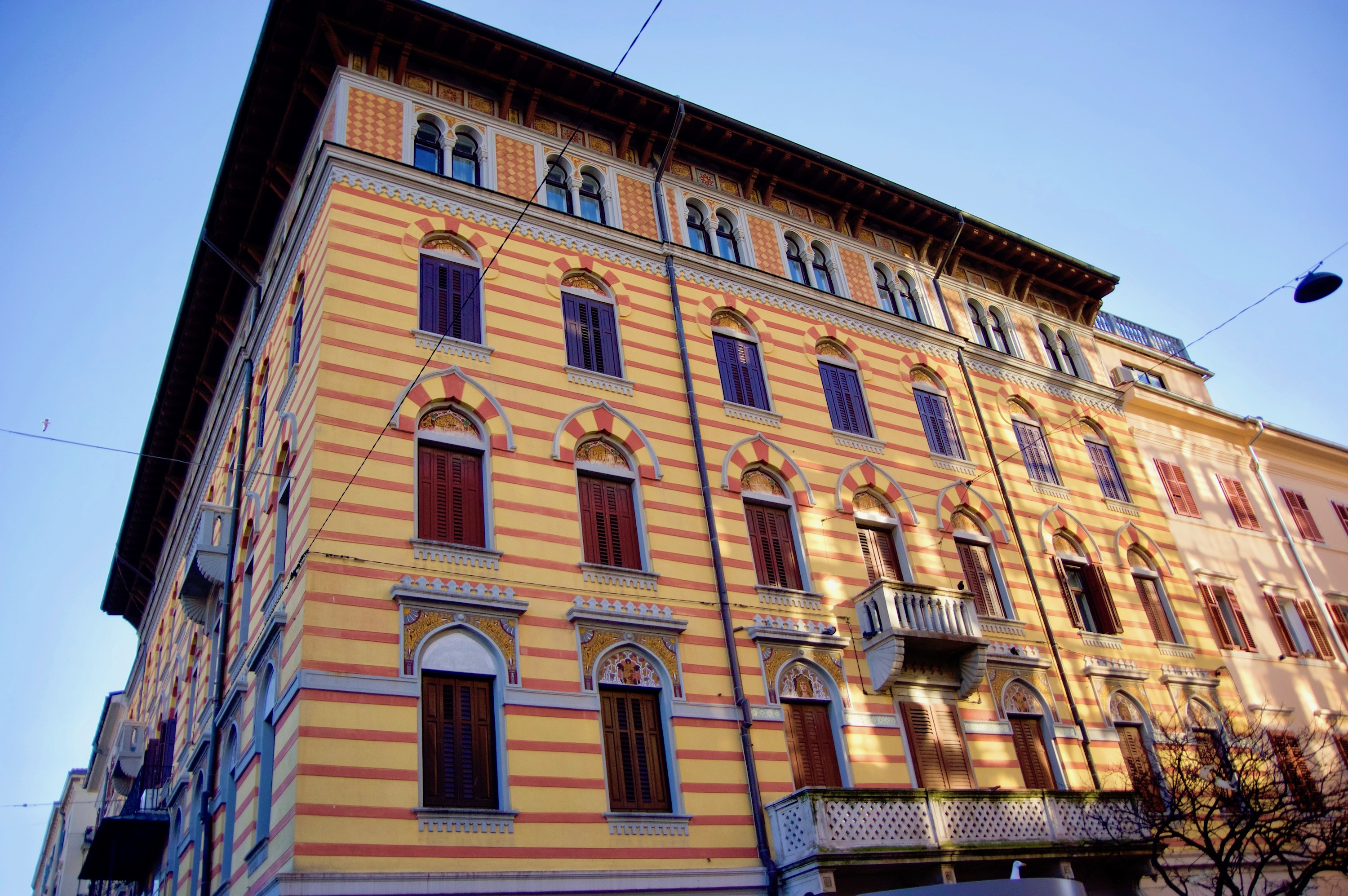
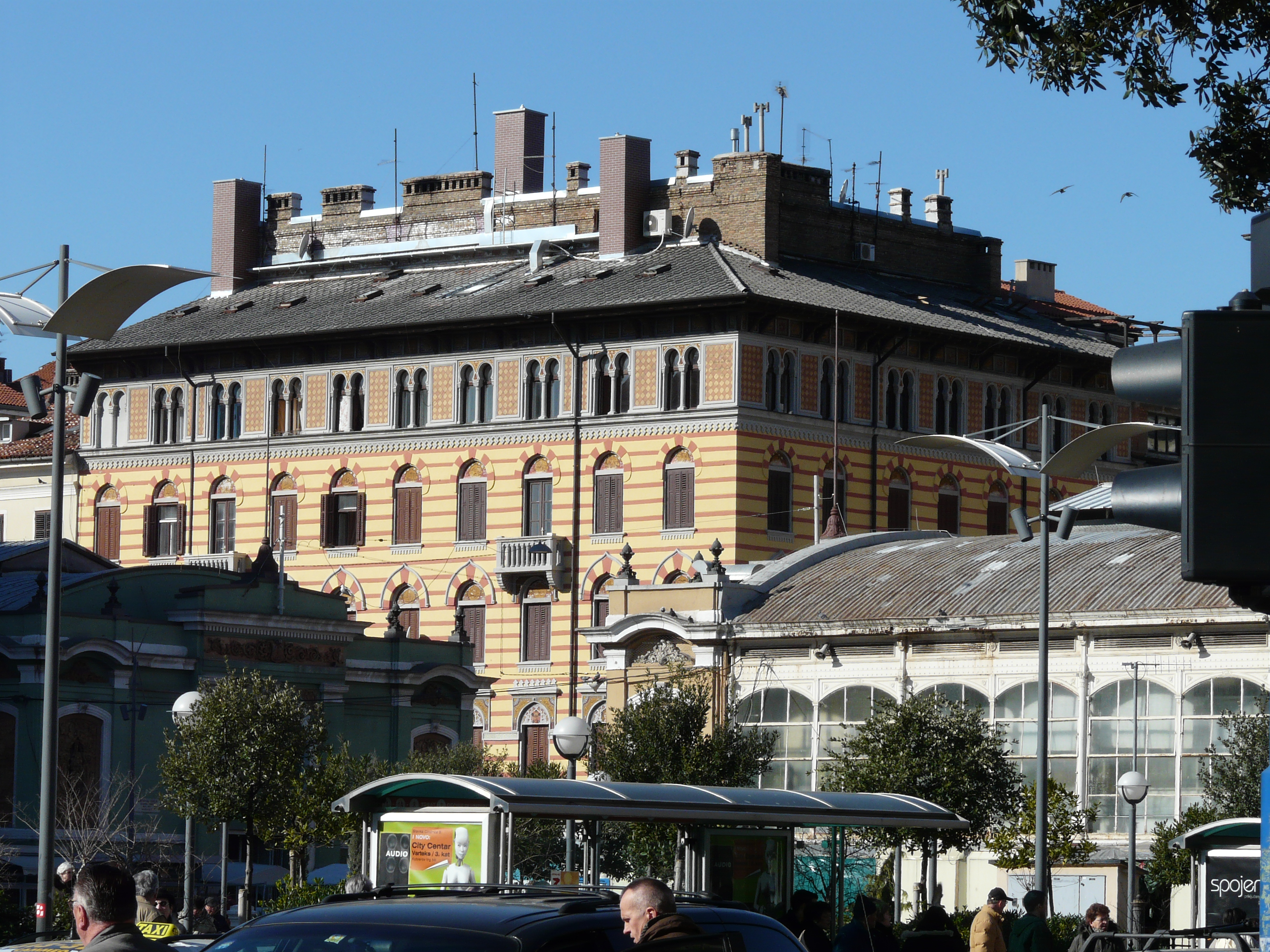